# Índia nos Jogos Olímpicos de Verão de 2004
A Índia competiu nos Jogos Olímpicos de Verão de 2004, em Atenas, na Grécia.

## Medalhista

### Prata
- Tiro - Fossa olímpica dublê masculino: Rajyavardhan Singh Rathore

## Desempenho

### Remo
Masculino
| Equipe                 | Evento        | Eliminatórias | Eliminatórias | Repescagem | Repescagem | Semifinal | Semifinal | Final   | Final                |
| Equipe                 | Evento        | Tempo         | Posição       | Tempo      | Posição    | Tempo     | Posição   | Tempo   | Posição (Pos. final) |
| ---------------------- | ------------- | ------------- | ------------- | ---------- | ---------- | --------- | --------- | ------- | -------------------- |
| Paulose Pandari Kunnel | Skiff simples | 8m00s11       | 5º R          | 7m29s47    | 4º S D/E   | 7m48s38   | 5º FE     | 7m22s63 | 3º (27º)             |